# Liz Kay (Sängerin)
Liz Kay (bürgerlich Elizabeth Krul; * 1981 in Delft) ist eine niederländische Sängerin aus dem Bereich der elektronischen Tanzmusik, ihr Stil lässt sich vorwiegend in die Kategorien Hands up und Dance einordnen.

## Werdegang
Liz Kay orientierte sich schon von klein an nach Musik. Im Alter von 16 begann sie ihre Karriere als professionelle Sängerin. Sie spielte vorerst auf großen Veranstaltungen und förderte dadurch ihre Singstimme. Dies inspirierte sie ihr singen fort zu setzen und dadurch ihre Chancen im Musikgeschäft zu vergrößern. Als Liz 19 Jahre alt war, begann sie, Gesangsunterricht zu nehmen. Später hatte sie sich an verschiedenen Gesangs-Projekten beteiligt.
Im Laufe der Jahre wurde Jahre Liz Kay eingeladen, mit verschiedenen DJs in Tonstudios zu arbeiten. Später traf sie den deutschen House-DJ Yanou und arbeitete in den darauffolgenden Jahren mit ihm und dem Trance-DJ Manian zusammen. Die beiden DJs produzierten ihre Songs und wirkten auch bei einigen mit.
Ihre erste Single trug den Namen King of My Castle und kam im Jahr 2006 heraus. Ihre Songs werden in die Kategorie Eurodance einsortiert.
Aktuelles Plattenlabel der Sängerin ist Zooland Records.

## Diskografie
Singles
- 2006: King of My Castle (mit Yanou)
- 2007: When Love Becomes a Lie
- 2007: Castles in the Sky
- 2008: True Faith
- 2008: To France 2008
- 2009: You’re Not Alone 2009
- 2010: Watching You / Something About You (mit R.I.O.)
- 2010: To the Moon and Back
- 2010: Reason (mit Manian)
- 2010: Fall in Love (feat. Manian)